# Notoplitesigia
Notoplitesigia is een monotypisch geslacht van mosdiertjes uit de  familie van de Candidae. De wetenschappelijke naam ervan is in 1987 voor het eerst geldig gepubliceerd door d'Hondt

## Soort
- Notoplitesigia biseriata d'Hondt, 1987